# Delurodesmus orientalis
Delurodesmus orientalis är en mångfotingart som beskrevs av Filippo Silvestri 1947. Delurodesmus orientalis ingår i släktet Delurodesmus och familjen fingerdubbelfotingar. Inga underarter finns listade i Catalogue of Life.